# Rio Panquinhas
O rio Panquinhas, também conhecido como ribeirão Panquinhas, é um curso de água que nasce e deságua no município brasileiro de Pancas, no estado do Espírito Santo. Nasce na região conhecida como Alto Panquinhas, próximo à divisa de Pancas com Resplendor, no estado de Minas Gerais. A jusante percorre 27,21 quilômetros (km) até sua foz no rio Pancas.
Sua bacia hidrográfica possui uma área total de 283,04 quilômetros quadrados (km²) e abrange a porção sul do município de Pancas. O manancial banha a zona urbana dessa cidade, onde é utilizado para o abastecimento público de água. Também é aproveitado para o suprimento de água de propriedades rurais. A área de drenagem faz parte da bacia do rio Pancas, que por sua vez integra a bacia do rio Doce.
O rio intercede uma região de relevo predominantemente acidentado. Da área da bacia, 45,75% possui um relevo considerado fortemente ondulado, 20,39% montanhoso, 19,26% ondulado, 7,30% escarpado, 5,68% suavemente ondulado e 1,62% plano.